# Епитафи у Марковици
Епитафи у Марковици представљају значајна епиграфска, историјска и породична сведочанства преписана са старих надгробних споменика и крајпуташа у селу Марковица, Општина Лучани. Марковачки епитафи пружају обиље драгоцених података о животу патријархалне Србије у 19. и првој половини 20. века.
Марковица је једно од најмањих села Доњег Драгачева. Атар села Марковице са запада окружују Негришори , са севера Дучаловићи, са истока Ртари, а са југа Зеоке и Тијање.
Северним ободом села пролази асфалтни пут који повезује Државни пут 23-Лучани, раздвајајући Марковицу и Дучаловиће.
Село Марковица се први пут помињу у турском дефтеру из 1476. године када се налазило у феудалном поседу влашког кнеза Павела и Војина, његовог брата. У дефтерима из 1540. и 1672. године „село Марковица припада Пожеги”, док за 17. и 18. век нема поузданих података. Данашња Марковица нема везе ранијим насељем, а становништво води порекло од досељеника из Старе Херцеговине, Босне и Старог Влаха.
1818. године Марковица се спомиње као засебно село, док је у каснијим пореским пописима нема, јер је као Заселак најпре била припојена Тијању, а затим дучаловићкој општини.
За најстарије породице у Марковици сматрају се Јовашевићи, Обреновићи и Дивљаци.

## Сеоско гробље
У Марковици постоји само једно гробље, заједничко за цело село. Смештено је у јужном делу села према Тијању, на брду Орлова. У доњем делу гробља сачуван је у солидном стању велики број надгробника од пешчара из 19. и прве половине 20. века, мада има и доста оборених, затрпаних у приземним деловима и опузлих. Најстарији споменици потичу из првих деценија 19. века. 
Надгробници су рад драгачевских каменорезаца Радосава Чикириза из Ртију, Тихомира Драг. Петронијевића из Лисица, Станимира Јаћимовића из Пухова, локалних каменорезаца из оближњих Дучаловића: Павла Пантелића, Миленка Цвијовића, Велимира Пантелића, Миладина Р. Ковачевића и других.

## Епитафи
Споменик Савки Анџији (†1841)
1841.
поражена громом от неба
САВКА кћи Ане
супруга Иована Анџије из Чачка
поживи ... лета
маиа 14.

Споменик трговцу Милану Тошићу (†1863)
О љубезни читатељу
помисли се да сам и ја као ти ликовао 27. г.
Раб Божи МИЛАН ТОШИЋ
Б. трговац из села Марковице
који се престави 15. новембра 1863. год.
Овај споменик подиже му Брат его Веселин
и Симо отац му

Споменик Марку Дивјаку (†1900)
Овај споменик надгробни
подигоше своме родитељу
МАРКУ ДИВЉАКУ
синови који ће и потомцима казивати
где тихо почивају смртни остаци дична Срба
и уважена грађанина села Марковице
који чесно поживи 72 год.
Престависе у вечност 15. марта 1900 г.
Бог да му душу прости
Прими отац овај дарак од твоји синова
Тихомира и Селомира

Споменик Марјану Луковићу (†1903)
Овде почива
МАРИЈАН ЛУКОВИЋ
житељ села Марковице
бивши храбри ратоборац
српског-турског рата од 1875. год. до 1878. Год
и Бугарскоме 1885. год. и 86. г.
задобио тешке ране бранећи веру и отечество своје
Часно и поштено поживео је 75. год.
А преставио се у вечност 29 јуна 1903. год.
Овај спомен подигоше му супруга Христина
и ћерка Нада, Снаја и зет Светозар из Негришора

Споменик Александру Тричковићу (†1916)
Овај спомен нашег доброг брата пок.
АЛЕКСАНДРА ТРИЧКОВИЋА
родом из Прокупља
срез Прокупачки Округ топлички
Бившег војника I чете 2 Батаљона 2 пук кадровачки.
Поживио 21. год. Учествовао у рату [19]14 и [19]15. г.
са Швабама немцима и бугарима
борећи се за своју добру отаџбину и слава му.
Спомен му подиже брат Бошко
писо Станимир јаћимовић

Споменик Драгутину Обреновићу (†1916)
Овај спомен
показује име краброг ратоборца
ДРАГУТИНА ОБРЕНОВИЋА
из Марковице
I чет. I бат. 5 прекоброј. пука I позива
каплар народне војске.
Поживио 38 година а погибе 1916. г.
спомен подигоше му брат Милутин
и супруга јулка и синовац Милоје

Споменик Јеремији Обреновић (†1916)
Овај спомен
показује име краброг ратоборца
ЈЕРЕМИЈУ ОБРЕНОВИЋА из Марковице.
Поживио 20 год. а погину 5. септ. 1916. год.
на Соколцу , 4. чет. I бат. 12 пука
Спомен подигоше му брат Милутин
и синовац Милоје

Споменик Василију Ј. Обреновићу (†1938)
ВАСИЛИЈЕ Ј. ОБРЕНОВИЋ
економ из Марковице
бивши преседник општине Дучаловачке
и председник месне организације
народне радикалне странке за општину Дучаловачку.
Одликован за грађанске заслуге
орденом Светог Саве V степена Указом Њ. В. Краља Александра I
Рођен 25. XII 1863. год а умро 10. јула 1938. год.
Спомен му подиже супруга Анђелија и синови Миодраг и Аврам
У центру села, у близини школе у Марковици налази се крајпуташ Милосаву Јаћимовићу из Пухова који је изгубио живот 1815. године борећи се са Турцима. Споменик је рад драгачевског каменоресца Радосава Чикириза из Ртију.

Крајпуташ Милосаву Јаћимовићу (†1815) у Марковици
Оваи Биљег удари Јован Милосављевић из села Пуова
Отцу своему МИЛОСАВУ ЈАЋИМОВИЋУ
крабром србину кои е за вјеру и отечество
јуначки борећи се с Турцима на Битки ужичкој
погинуо 1815. лета Авг: 5: дњ.
Са друге стране, испод равнокраког крста, накнадно је уклесано:
Спомен му понови Ранко Поповић кмет с. Дучаловића
и председник општ. Дучаловачке Драгутин Обрадовић 1932. г.